# Слободни универзитет у Берлину
Слободни универзитет у Берлину је државни универзитет у Берлину. Нагласак ставља на политикологију и хуманистику.
Као једна од најпрестижнијих високошколских установа у Немачкој, добио је титулу „Универзитет изврсности” у оквиру Немачке иницијативе за изврсност универзитета, чији је део.

## Галерија
- Прва главна зграда
- Главни улаз (1973—данас)
- Ботаничка башта
- Библиотека
- Библиотека
- Метеоролошка станица Метеоролошког завода